# Diez Mandamientos de los Hombres Libres
Los Diez Mandamientos de los Hombres Libres fue una proclama publicada por el Doctor Ramón Emeterio Betances en noviembre de 1867 con el propósito de alentar a los puertorriqueños a aspirar a la igualdad de su país en contra del gobierno colonial Español.

## Proclama
Puertorriqueños
El gobierno de Da. Isabel II lanza sobre nosotros una terrible acusación: 
Dice que somos malos españoles.
El gobierno nos calumnia. 
Nosotros no queremos la separación; nosotros queremos la paz, la unión con España; mas es justo que pongamos nosotros también condiciones en el contrato. 
Son muy sencillas. 
Helas aquí: 
- Abolición de la esclavitud
- Derecho a votar todas las imposiciones
- Libertad de culto
- Libertad de la palabra
- Libertad de imprenta
- Libertad de comercio
- Derecho de reunión
- Derecho de poseer armas
- Inviolabilidad del ciudadano
- Derecho de elegir nuestras autoridades

Esos son los diez mandamientos de los hombres libres. 
Si España se siente capaz de darnos y nos da esos derechos y esas libertades, podrá entonces mandarnos un Capitán general, un gobernador... de paja, que quemaremos en los días de Carnestolendas, en conmemoración de todos los Judas que hasta hoy nos han vendido. 
Y seremos españoles. 
Si no No. 

Si no Puertorriqueños -¡PACIENCIA!- os juro que seréis libres.
R. E. Betances